# 梅賽德斯-賓士G系列

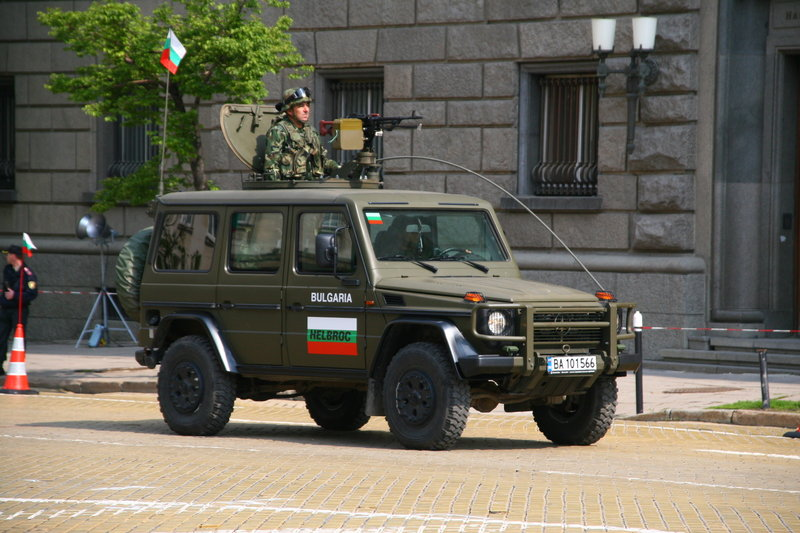
G-Class保加利亞軍用車

梅赛德斯-賓士G系列（德語：Mercedes-Benz G-Klasse），是梅赛德斯-賓士的四輪驅動运动型多用途车系列，G字母乃取自德文越野車的首字母，原本為軍用車輛，後來推出民用化車種。G系列以簡約剛毅的經典外型，自1979年上市發表以來，已在全球銷售超過20萬台。
1979年，G級首度亮相。G級在1972年正式開始，隨後參與了西德陸軍半噸級軍車競標，德軍選擇了價格較低的Iltis車型，未選擇G級。法國陸軍則選擇了G級。最終20多個國家軍隊購買了G級發展的軍用車輛。
G系列堪稱梅赛德斯-賓士旗下最具個性化的車型，幾乎完全承襲初代的車身外觀，車系發表至今皆以小改款強化外觀、內裝、底盤及動力部份等細節，車身架構及底盤基礎仍維持原架構，可算是梅赛德斯-賓士旗下車系世代壽命最長的一款車型。